# Pseudoaurila japonica
Pseudoaurila japonica is een mosselkreeftjessoort uit de familie van de Hemicytheridae. De wetenschappelijke naam van de soort is voor het eerst geldig gepubliceerd in 1968 door Ishizaki.